# 500 Millas de Indianápolis de 1965
La Edición 49° de las 500 Millas de Indianápolis  se celebró en el Indianapolis Motor Speedway el lunes 31 de mayo de 1965. Tuvieron que pasar 5 años para que La Invasión británica para que finalmente se abriera paso para que el piloto escocés Jim Clark y su patrón del equipo Lotus, el inglés Colin Chapman triunfasen por primera vez al dominar con el primer coche de motor trasero la Indy 500 al ganar la mítica carrera, en un Lotus 38 de motor Ford. Con solo seis de los 33 coches en pista que aún poseían motores delanteros, este fue realmente el primer Indy 500 en la historia un motor trasero ganador de todos los coches como motor trasero.
Jim Clark, de Escocia, arrancó en la primera fila, liderando 190 vueltas, la segunda mayor cantidad de vueltas lideradas desde Bill Vukovich (195) en 1953. Se convirtió en el primer ganador no estadounidense de la 500 Millas de Indianápolis desde 1916. Clark posteriormente le dio motivos para ganar el Campeonato Mundial de Fórmula 1 de 1966. Él es el único piloto en la historia en ganar la Indy 500 y el Campeonato Mundial de Fórmula 1 en el mismo año. Clark en realidad optó por no correr el Gran Premio de Mónaco para competir en la Indy.

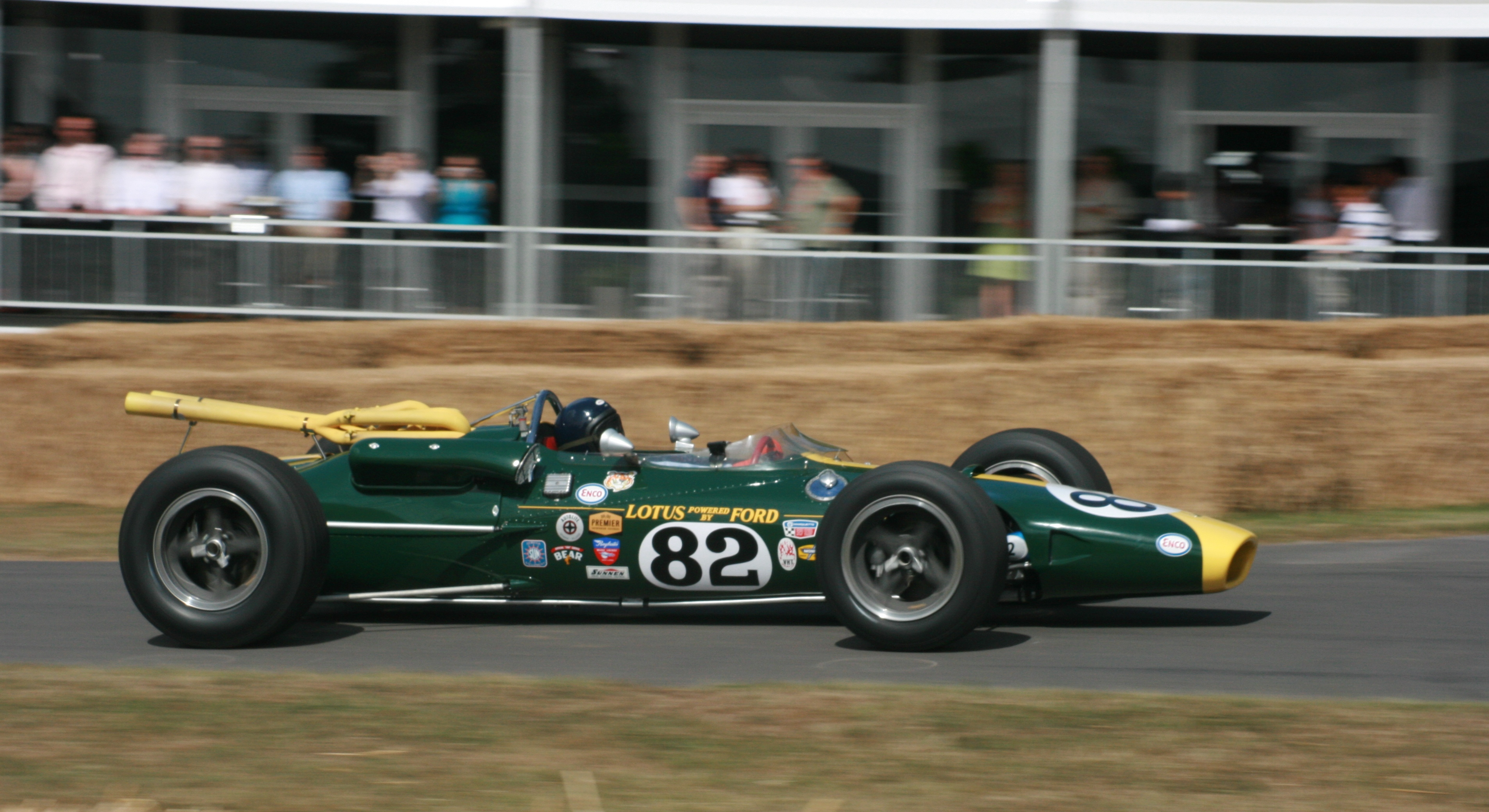
Coche de Jim Clark (El Lotus 38) con el que ganó la Indy 500 de 1965.

## Cambios en las Reglas
Tras la trágica carrera de 1964, esta carrera se corrió relativamente limpia sin grandes incidentes. Contrariamente a algunas creencias populares, el uso de gasolina no fue prohibida para la carrera de 1965. En cambio, la los funcionarios de USAC inteligentemente habían diseñado varios cambios en las reglas para que los equipos con ánimos y con gran eficacia empezaran a utilizar el metanol con el fin de que fueran más competitivos.
Para 1965, se exigió a todos los coches hacer un mínimo de dos paradas en boxes. La capacidad a bordo del tanque de combustible se redujo a 75 galones, y las plataformas de abastecimiento de combustible a presión se prohibieron. La "bomba" convencional de gasolina registró un mejor rendimiento de combustible de metanol, pero se esperaba que los motores de potenciados con metanol pudieran producir más caballos de fuerza. Se requería que los coches al hacer dos paradas para repostar, daría la ventaja de reducir la utilización de gasolina, o simplemente se perdía de manera definitiva.
Aunque la mayoría de los equipos cambiaron a metanol, El Team Agajanian decidió utilizar una mezcla de metanol y gasolina. El jefe de mecánicos Johnny Pulson y el piloto Parnelli Jones habían determinado que eran efectivamente perdían más potencia, a pesar de eso terminaron en segundo lugar, y se le atribuyó a la mezcla de combustible, lo que les costó la oportunidad de ganar la carrera.

## Entrenamientos y clasificaciones

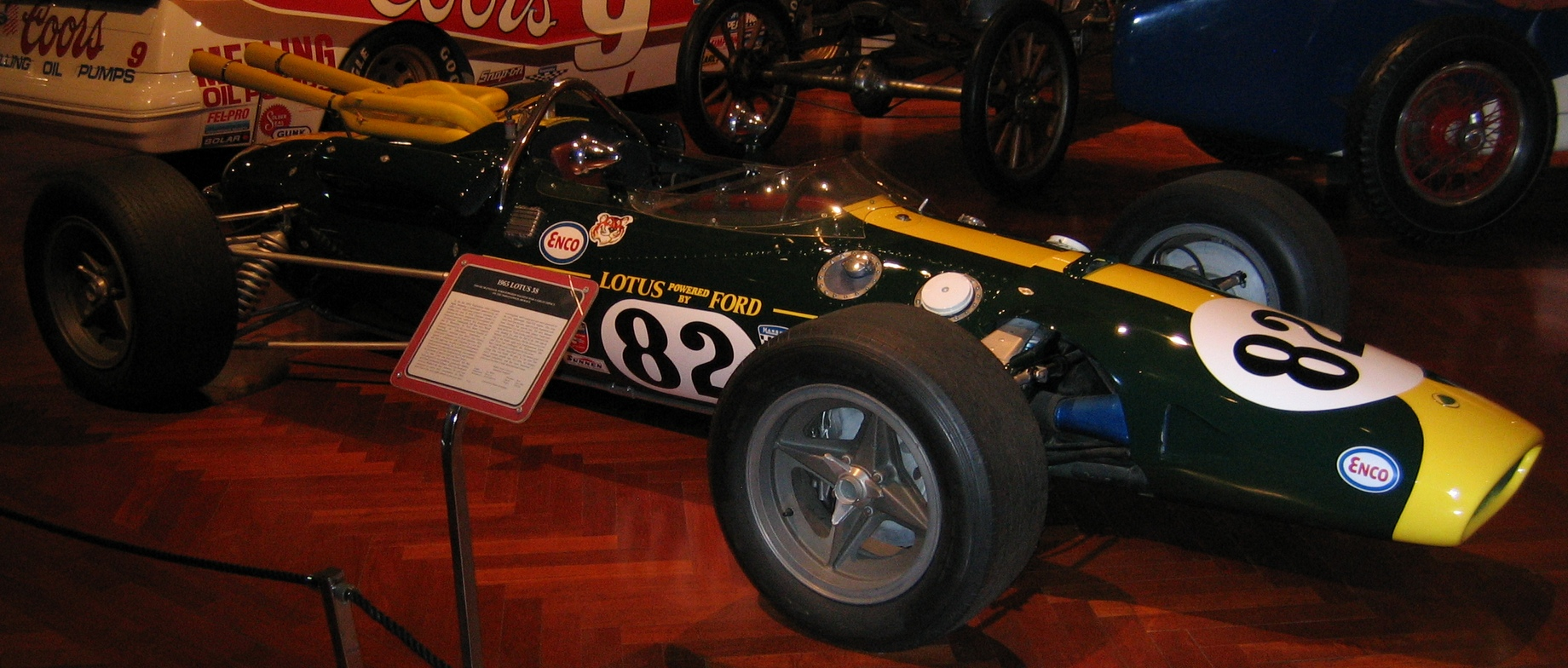

El día antes del día de la pole, Ebb Rose estaba conduciendo su coche por delante de Bobby Unser, tras esto se ocasionó un accidente. Unser conducía el coche Novi de tracción en las cuatro ruedas que la marca ha´bia introducido con el nuevo piloto Andy Granatelli. Bobby Unser coche tuvo que optar por un coche desusado, el coche de Rose, y en la práctica que cuando lo condujo, violentamente se estrelló contra el muro externo. Rose no salió herido. Unser fue enviado al hospital para atenderle y tomarle unas radiografías, pero no resultó herido de gravedad.
No habría sido una considerable carrera si no fuera por un cambio en la alineación titular, con once novatos que partieron en la parrilla de salida, la segunda mayor cantidad desde 1951 (que poseía un registro de 12 novatos). La clase de novatos de 1965 fue históricamente notable, includyendo a los pilotos como algunos desconocidos en la época, como el futuro campeón del mundo de Fórmula 1 y ganador de Indy 500, el italoestadounidense Mario Andretti, y otros como los legendarios Al Unser Sr., Gordon Johncock, Joe Leonard, y George Snider.

### Pole Day- Sábado 15 de mayo
La Pole Day fue un día de retros pectiva día histórico, ya que los conductores rompieron oficialmente la barrera de las 160 millas por hora. Mario Andretti fue uno de los primeros pilotos estableciendo este ritmo, poniendo una vuelta de clasificación en los 159,406 mph, y una media de cuatro vueltas de 158,849 mph. Más tarde, Jim Clark con su Lotus 38, se convirtió en el primer piloto en romper la barrera de los 160 mph. Sus dos primeras vueltas fueron de 160,772 mph y 160,973 mph estableciendo los dos registros en una sola vuelta. Su récord promedio en las cuatro vueltas reglamentarias de clasificación fue de 160,729 mph imponiéndose provisionalmente así mismo a la posteridad.
El campeón defensor de la carrera del año anterior,  A.J. Foyt terminó como el más rápido del día, con tres vueltas con un ranking de 161 mph. Su primera vuelta fue de 161,958 mph, estableció el nuevo récord de pista en una sola vuelta. Su récord de cuatro vueltas promedio fue de 161,233 asegurando la pole position, y su primera pole en la Indy 500.
Un día después de su accidente durante la prácticas, Bobby Unser un año después, con su coche de repuesto del Noviclasificarse en octavo lugar. Diecinueve coches clasificaron para el Pole Day.

### Segundo día Prácticas y clasificaciones del domingo 16 de mayo
Los fuertes vientos se mantuvieron y la mayoría de los coches estuvieron en pista. Solo dos coches (Don Branson y Arnie Knepper) clasificaron Al final de la primera semana de pruebas y clasificaciones, la pista ya tenía 19 coches en la parrilla de salida aseguradas.

### Tercer día Prácticas y clasificaciones del sábado 22 de mayo
Jim Hurtubise, que había resultado gravemente quemado en un accidente en la Milwaukee Mile de 1964, completó su remontada al clasificarse en una de las máquinas Novi con un registro de velocidad de 156,860 mph. Fue el más rápido de ese día, que vio 11 coches carreras clasificando de manera completa.
Dos coches se estrellaron durante el día, el de Rodger Ward y Lloyd Ruby. Ruby destrozó su máquina, ya estando clasificado, pero Sachs aún estaba luchando por clasificar. Masten Gregory y Al Unser rompieron sus respectivos motores, pero fueron capaces de mantener los coches fuera de la pared.
Bobby Johns, un piloto regular de NASCAR, se saltó las 600 millas de Charlotte, y entró como compañero de equipo de Jim Clark en otro coche del equipo Lotus. Clasificó en la posición 22°, siendo el tercero más rápido de la tarde.
Al final del día, solo había un lugar que dejaron abierto en pista para que optaran para clasificar.

### Bump Day, última oportunidad de clasificarse, domingo 23 de mayo
El exganador de la Indy 500, Rodger Ward, no logró clasificarse. Sufrió un accidente y tres motores destruidos durante el mes. Estuvo en pista los últimos 15 minutos, pero su último intento de clasificación era demasiado lento para estar en la última fila de la grilla.
Bob Mathouser fue el último piloto en la historia de Indy en tratar de clasificar con un coche de tracción delantera, pero su motor explotó y él y no entró a la carrera.

## Resumen de Carrera
Los Wood Brothers del Campeonato NASCAR, fueron invitados a trabajar en las paradas en boxes para el equipo Lotus (con los pilotos Jim Clark y Bobby Johns). Su aparición en la pista de carreras fue reconocida y por mucho se informó, que se los habían llevado para un corto tiempo para que se aclimatarsen al equipo de coches para el campeonato de monoplazas. Ellos eran bien conocidos por su rápido trabajo de paradas en boxes en NASCAR, y su presencia inmediata creó un gran revuelo en la zona de garaje. Sus contribuciones a la victoria, sin embargo, se han considerado exageradas por los medios de comunicación tanto por igual y por otros. Los historiadores coinciden en que la combinación de Jim Clark y su Lotus-Ford fue realmente capaz de ganar la carrera cómodamente con o sin la ayuda adicional de los Wood Brothers. De hecho, el único trabajo realizado en los coches era el del reabastecimiento de rutina, ya que no tenían que cambiar los neumáticos durante la carrera. Clark hizo solo dos paradas durante toda la competencia.

### Primera mitad de Carrera
A.J. Foyt largó desde la pole, pero Jim Clark le quitó la punta y lideraría la primera vuelta. Jim Hurtubise abandonó la carrera por una transmisión rota en la primera vuelta. Foyt tomaría de nuevo la delantera en la segunda vuelta, y las primeras vueltas parecieron estar convirtiéndose en un verdadero duelo. Sin embargo, Clark retoma la delantera en la vuelta 3, y se empezó a alejar.
Un pesado desgaste de 17 coches hicieron que abandonaran por problemas mecánicos debido a fallas en el motor o problemas mecánicos antes de llegar a la mitad de la carrera
Lloyd Ruby hizo todo lo que pudo se iba dando por vencido, pero pudo continuar. Se fue a los pits por neumáticos nuevos, pero los neumáticos blandos con parches requirieron un minuto y medio para cambiarlos.
Clark llevó el liderato hasta la vuelta 65, cediendo el liderato durante una parada en boxes. A.J. Foyt llevaba liderando la carrera en las vueltas 66 a la 74. En la vuelta 75, Clark recuperó el liderato de la carrera.

### Segunda mitad de Carrera
Jim Clark todavía llevaba la mitad de la competencia, y no quería renunciar a la ventaja que llevaba al segundo por el resto de la carrera. El Competidor temprano de Clark, A.J. Foyt se retiró después de 115 vueltas por fallas en la caja de cambios.
Un solo accidente se dio con Bud Tingelstad, que perdió una rueda al girar contra la pared exterior de la curva tres.
El escocés Jim Clark se convirtió en el primer ganador no estadounidense de las 500 Millas de Indianápolis desde 1916. Clark lideró tres veces para un total de 190 vueltas. Solo once coches corríeron en la vuelta del líder al llega a la meta. En segundo lugar fue para Parnelli Jones que se quedó sin combustible en la última vuelta, y llevó su coche de vuelta a boxes.
El novato Mario Andretti, que no fue inferior al sexto puesto, corrió toda la tarde, llegando tercero, y ganó el título de Novato del Año.

## Resultados de Competencia
| Finalizó | Inició | Dorsal | Piloto            | Vel. Clas. | Rango | Vueltas | Lideradas | Estado                           |
| -------- | ------ | ------ | ----------------- | ---------- | ----- | ------- | --------- | -------------------------------- |
| 1        | 2      | 82     | Jim Clark         | 160.729    | 2     | 200     | 190       | Compitió                         |
| 2        | 5      | 98     | Parnelli Jones    | 158.625    | 5     | 200     | 0         | Compitió                         |
| 3        | 4      | 12     | Mario Andretti    | 158.849    | 4     | 200     | 0         | Compitió                         |
| 4        | 7      | 74     | Al Miller II      | 157.805    | 7     | 200     | 0         | Compitió                         |
| 5        | 14     | 76     | Gordon Johncock   | 155.012    | 20    | 200     | 0         | Compitió                         |
| 6        | 15     | 81     | Mickey Rupp       | 154.839    | 21    | 198     | 0         | Marcado                          |
| 7        | 22     | 83     | Bobby Johns       | 155.481    | 17    | 197     | 0         | Marcado                          |
| 8        | 18     | 4      | Don Branson       | 155.501    | 16    | 197     | 0         | Marcado                          |
| 9        | 32     | 45     | Al Unser          | 154.440    | 29    | 196     | 0         | Marcado                          |
| 10       | 28     | 23     | Eddie Johnson     | 153.998    | 32    | 195     | 0         | Marcado                          |
| 11       | 9      | 7      | Lloyd Ruby        | 157.246    | 9     | 184     | 0         | Motor Soplado                    |
| 12       | 12     | 16     | Len Sutton        | 156.121    | 13    | 177     | 0         | Marcado                          |
| 13       | 29     | 14     | Johnny Boyd       | 155.172    | 19    | 140     | 0         | Caja de cambios                  |
| 14       | 21     | 53     | Walt Hansgen      | 155.662    | 15    | 117     | 0         | Calentamiento Excesivo del Motor |
| 15       | 1      | 1      | A.J. Foyt         | 161.233    | 1     | 115     | 10        | Caja de Cambios                  |
| 16       | 24     | 5      | Bud Tingelstad    | 154.672    | 23    | 115     | 0         | Accidente Curva 3                |
| 17       | 6      | 66     | Billy Foster      | 158.416    | 6     | 85      | 0         | Colector del Agua                |
| 18       | 19     | 18     | Arnie Knepper     | 154.513    | 28    | 80      | 0         | Cilindros                        |
| 19       | 8      | 9      | Bobby Unser       | 157.467    | 8     | 69      | 0         | Escape de Aceite                 |
| 20       | 13     | 52     | Jim McElreath     | 155.878    | 14    | 66      | 0         | Falla Mecánica                   |
| 21       | 16     | 94     | George Snider     | 154.825    | 22    | 64      | 0         | Falla Mecánica                   |
| 22       | 25     | 65     | Ronnie Duman      | 154.533    | 27    | 62      | 0         | Falla Mecánica                   |
| 23       | 31     | 41     | Masten Gregory    | 154.540    | 26    | 59      | 0         | Presión de Aceite                |
| 24       | 10     | 54     | Bob Veith         | 156.427    | 11    | 58      | 0         | Pistones                         |
| 25       | 26     | 88     | Chuck Stevenson   | 154.275    | 30    | 50      | 0         | Pistones                         |
| 26       | 3      | 17     | Dan Gurney        | 158.898    | 3     | 42      | 0         | Engranajes de Distribución       |
| 27       | 17     | 48     | Jerry Grant       | 154.606    | 24    | 30      | 0         | Magneto                          |
| 28       | 30     | 19     | Chuck Rodee       | 154.546    | 25    | 28      | 0         | Falla Mecánica                   |
| 29       | 27     | 29     | Joe Leonard       | 154.268    | 31    | 27      | 0         | Fuga de Aceite                   |
| 30       | 23     | 25     | Roger McCluskey   | 155.186    | 18    | 18      | 0         | Embrague                         |
| 31       | 11     | 24     | Johnny Rutherford | 156.291    | 12    | 15      | 0         | Falla Mecánica                   |
| 32       | 33     | 47     | Bill Cheesbourg   | 153.774    | 33    | 14      | 0         | Magneto                          |
| 33       | 20     | 59     | Jim Hurtubise     | 156.863    | 10    | 1       | 0         | Transmisión                      |

### Suplentes
- Primera alternativa: Rodger Ward[9]

| marcas de Neumáticos y sus participantes proveedores         | marcas de Neumáticos y sus participantes proveedores |
| Proveedor                                                    | Entradas                                             |
| ------------------------------------------------------------ | ---------------------------------------------------- |
| G                                                            | 12                                                   |
| F                                                            | 21*                                                  |
| * - El Ganador se denota el uso de esta marca de Neumáticos. |                                                      |

## Resultado Final
| Piloto Ganador | Fabricante Ganador | Promedio de Velocidad de competencia | Pole Position | Mayor Número de vueltas registradas como Líder |
| -------------- | ------------------ | ------------------------------------ | ------------- | ---------------------------------------------- |
| Jim Clark      | Lotus-Ford         | 259.479 km/h (259.479 km/h)          | A.J. Foyt     | Jim Clark (190/200) vueltas                    |

### Obras citadas
- Indianapolis 500 History: Race & All-Time Stats - Official Site
- 1965 Indianapolis 500 Radio Broadcast, Indianapolis Motor Speedway Radio Network